# Scytalopus micropterus
Scytalopus micropterus е вид птица от семейство Rhinocryptidae.

## Разпространение
Видът е разпространен в Еквадор, Колумбия и Перу.